# Îles Riau (province)
Pour les articles homonymes, voir Îles Riau.
Ne doit pas être confondu avec Riau.
Les Îles Riau, en indonésien Kepulauan Riau, abrégé en Kepri, sont une province d'Indonésie composée de différents archipels : les îles Riau, les îles Lingga, les îles Tambelan, les îles Badas, les îles Anambas, les îles Natuna et l'île Pejantan.

## Géographie
La province est entourée au nord par le détroit de Singapour et la mer de Chine méridionale, à l'est par Bornéo, au sud et à l'ouest par Sumatra. La province est frontalière avec Singapour et la Malaisie.
Sa plus grande ville et capitale est Tanjungpinang située sur l'île de Bintan.
La province est créée en 2002 par détachement de la province de Riau située sur Sumatra. Parmi les raisons invoquées figurait l'affirmation que les Malais des îles étaient culturellement différents de ceux de Sumatra.

## Divisions administratives
La province est divisée en cinq kabupaten :
- Bintan (Bandar Seri Bentan)
- Karimun (Tanjung Balai Karimun)
- Îles Anambas (Tarempa)
- Îles Lingga (Daik)
- Îles Natuna (Ranai)

et deux kota :
- Batam
- Tanjungpinang

## Histoire
On a trouvé dans l'île de Karimun une inscription rédigée en sanscrit et en caractères devanagari. On estime qu'elle date du IXe  ou  Xe siècle apr. J.-C.
Il est vraisemblable qu'à l'époque du royaume de Sriwijaya (VIIIe – XIIIe siècles) dans le sud de Sumatra, et plus tard à celle du sultanat de Malacca (XVe siècle), les nomades Orang Laut ("gens de la mer") qui habitaient les îles voisines de Singapour fussent des alliés précieux qui permettaient à ces royaumes de contrôler le détroit de Malacca et son trafic.

### Le Traité de Londres de 1824
En 1824, les Britanniques et les Néerlandais signent à Londres un traité qui accorde à ces derniers le contrôle des territoires revendiqué par les Européens au sud de Singapour, fondée en 1819 par Raffles. Le sultanat de Johor se retrouve divisé en deux. La partie située sur la péninsule de Malacca passe sous le contrôle des Britanniques, tandis que la partie insulaire passe sous contrôle néerlandais. Plus généralement, ce traité marque la séparation du monde malais en deux parties, l'une se trouvant aujourd'hui dans la fédération de Malaisie et l'autre dans la république d'Indonésie.

### Laresidentie Riouw

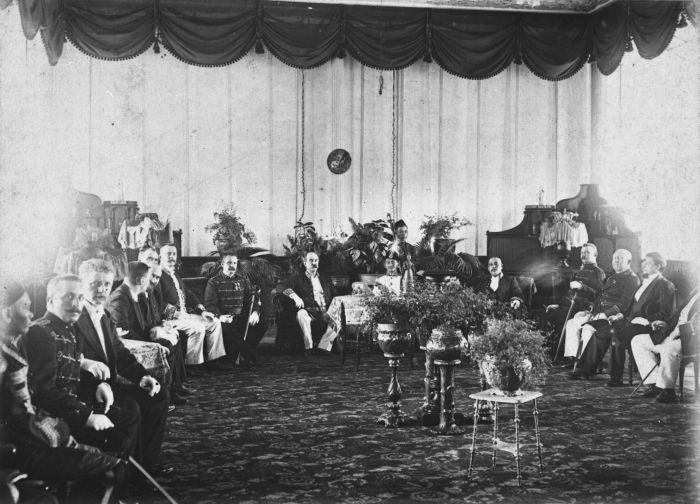
Visite du resident de Riau au sultan de Lingga (vers 1900)

En 1830, les Néerlandais signent avec le sultan de Lingga un traité par lequel ce dernier se reconnaît leur leenman, c'est-à-dire vassal. Le gouvernement colonial crée la residentie Riouw sur son territoire. En 1856, il incorpore à la residentie les îles Anambas et Natuna. En 1858, il y incorpore également les sultanats d'Indragiri et Siak.
Pour punir un sultan de Lingga insoumis, les Néerlandais dissolvent finalement son sultanat en 1911.
La residentie deviendra la province de Riau de l'Indonésie indépendante.

## Économie
Les îles Natuna sont le lieu d'une importante activité d'exploration et de production pétrolière et gazière. On y trouve notamment un champ de gaz géant, dont le permis appartient à la compagnie américaine ExxonMobil. L'exploitation de ce champ se heurte à une teneur de gaz carbonique de 70 %. En janvier 2005, ExxonMobil a demandé une prorogation de deux années de son permis d'exploration pour les îles Natuna.
Les liaisons avec le reste de la province et de l'Indonésie se font notamment via l'aéroport Raja Haji Fisabilillah de Tanjungpinang.

## Démographie

### Religion
|                | Quantité  | %      |
| -------------- | --------- | ------ |
| Islam          | 1 708 333 | 78,41% |
| Protestantisme | 261 481   | 12,00% |
| Bouddhisme     | 147 887   | 6,79%  |
| Catholicisme   | 56 483    | 2,59%  |
| Autres         | 4 426     | 0,20%  |